# Miłość w Seattle
Miłość w Seattle (ang. Love Happens) – amerykański film, napisany i wyreżyserowany przez Brandona Campa. Premierę miał 15 września 2009.
Podczas produkcji film nosił robocze tytuły Brand New Day i Travelling. Był filmowany w Seattle oraz w Kanadzie.

## Fabuła
Burke Ryan jest doktorem filozofii i autorem książki, która mówi o radzeniu sobie z utratą ukochanej osoby. Napisał ją po śmierci swojej żony. Wyjeżdża w interesach do Seattle, skąd pochodziła jego żona i poznaje kwiaciarkę Eloise (Jennifer Aniston). Wydaje się jednak, że Burke nie posłuchał własnej książki i wciąż jest w żałobie po żonie. Eloise oraz ojciec zmarłej żony Burke’a (Martin Sheen) pomagają mu przeboleć śmierć ukochanej.

## Obsada
- Aaron Eckhart jako Burke Ryan
- Jennifer Aniston jako Eloise
- Frances Conroy jako matka Eloise
- Judy Greer jako Marthy
- Dan Folger jako Lane
- Joe Anderson jako Tyler
- Martin Sheen jako ojciec Burke’a

## Ścieżka dźwiękowa
1. The Time of Times – Badly Drawn Boy
2. Dream – Priscilla Ahn
3. Life In Ashes – Curt Sobel i Gary Schreiner
4. Lake Michigan – Rogue Wave
5. Fresh Feeling – Eels
6. Acidtar Bollyhop – Curt Sobel i Gary Schreiner
7. We Will Become Silhouettes – The Postal Service
8. Your Hand In Mine – Explosions in the Sky
9. Have A Little Faith in Me – John Hiatt
10. IO (This Time Around) – Helen Stellar
11. Everyday – Rogue Wave